# Protaleuron herbini
Protaleuron herbini là một loài bướm đêm thuộc họ Sphingidae. Loài này có ở Ecuador.
Chiều dài cánh trước khoảng 37 mm đối với con đực và 41 mm đối với con cái. Nó giống với Protaleuron rhodogaster, nhưng phân biệt bởi rìa ngoài cánh trước đều hơn.